# South Hampton
South Hampton är en kommun (town) i Rockingham County i delstaten New Hampshire i USA med 814 invånare (2010). 